# Barbara Lynette Rye
Pour les articles homonymes, voir Rye.
Barbara Lynette Rye est une botaniste australienne née en 1952 à Perth.

## Biographie
Née à Perth, en Australie-Occidentale, elle a passé son enfance à étudier la flore et la faune locales de la région du sud-ouest de l'Australie, un hotspot de biodiversité, et a ensuite entrepris des études à l'université d'Australie-Occidentale. Barbara Rye s'est lancée dans les domaines de la zoologie et de la botanique, s'intéressant particulièrement à la génétique et à la biologie évolutive. Sa première description d'une nouvelle espèce concerne un Darwinia, un genre de la famille des Myrtaceae qu'elle a étudié pour sa thèse de doctorat, séparant Darwinia capitellata d'un groupe plus largement distribué.
Barbara Rye a été associée au Western Australian Herbarium (en), où son travail de taxonomiste a été à l'origine de nouvelles descriptions de plantes.
Barbara Rye est co-autrice ou contributrice de plusieurs ouvrages de référence de botanique australienne, Flora of the Perth Region, Flora of the Kimberley, et elle a publié des articles sur les Thymelaeaceae pour la série Flora of Australia.

## Publications
- (en) Kellermann, Rye et Thiele, « Polianthion, a new genus of Rhamnaceae (Pomaderreae) from Western Australia and Queensland », Australian Systematic Botany, vol. 19, no 2, 2006, p. 169  (ISSN 1030-1887), DOI 10.1071/SB05027.
- Kellermann, Rye et Thiele, « Blackallia, Serichonus and Papistylus: three closely related genera of Rhamnaceae (Pomaderreae) from south-western Australia », Nuytsia, vol. 16, 2007, p. 299–316
- (en) Kellermann, Rye et Thiele, « Nomenclatural Notes, Typifications and Name Changes in Trymalium (Rhamnaceae: Pomaderreae) », Transactions of the Royal Society of South Australia, vol. 132, no 1, janvier 2008, p. 18-28  (ISSN 0372-1426), DOI 10.1080/03721426.2008.10887089 S2CID 83795692.
- (en) Kellermann et Rye, « Typification of three species of Cryptandra from Western Australia and a range extension for C. myriantha (Rhamnaceae: Pomaderreae) », Journal of the Adelaide Botanic Gardens, vol. 22, 2008, p. 31–32
- Rye et Trudgen, « Seorsus, a new Gondwanan genus of Myrtaceae with a disjunct distribution in Borneo and Australia », Nuytsia, vol. 18, 2008, p. 235–257.
- Rye, « An interim key to the Western Australian tribes and genera of Myrtaceae », Nuytsia, vol. 19, no 2, 2009, p. 313–323.